# Ліниві голубці
Ліниві голубці (іноді ледачі) — страва української кухні (та інших пострадянських країн), спрощений варіант приготування голубців.
Деякі джерела порівнюють традиційну гагаузьку страву «kallä» з лінивими голубцями.

## Історія

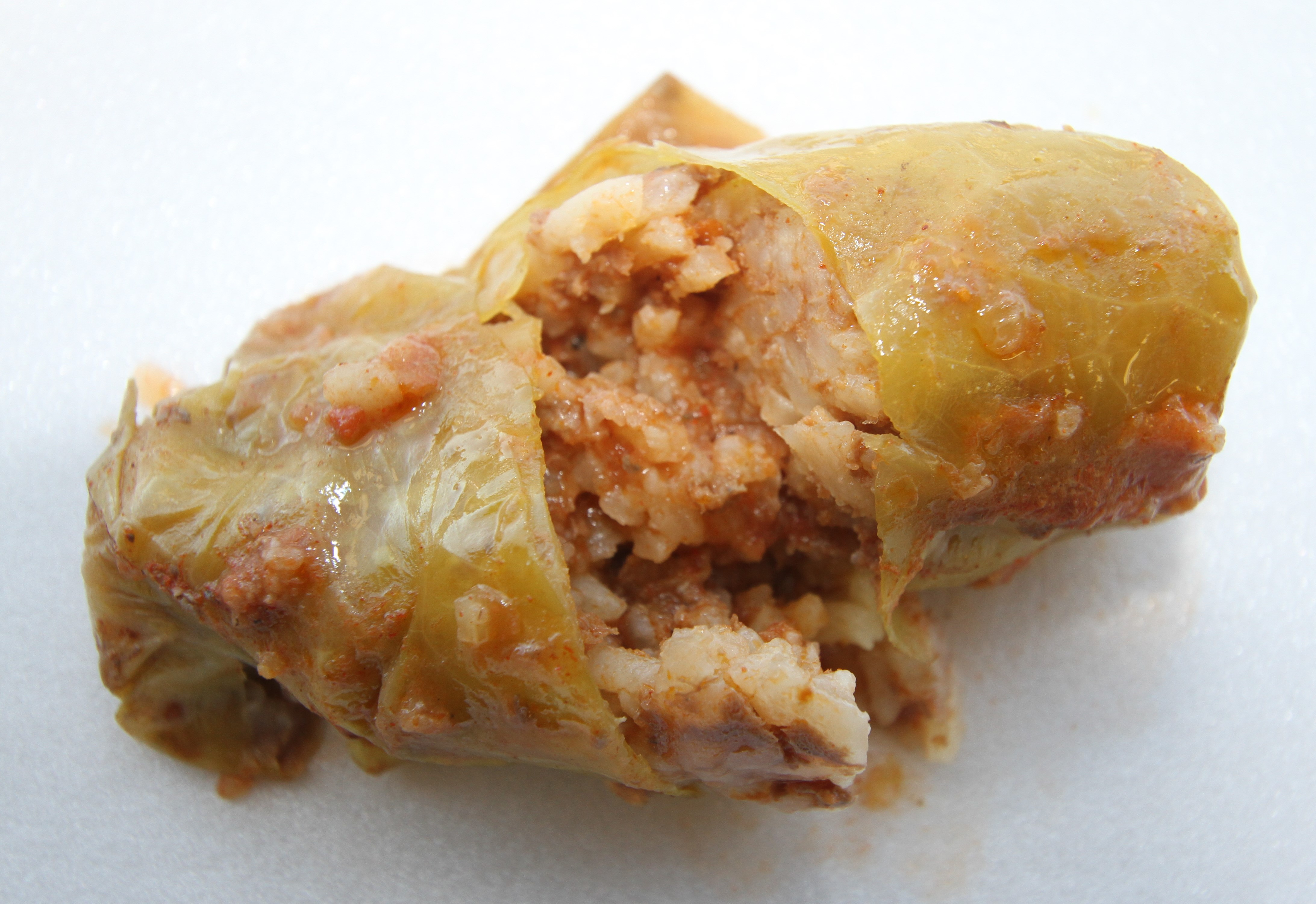
Звичайний голубець

Перша згадка про ліниві голубці є у Лексикографічному бюлетні за 1952 рік, їх опис такий: «капуста, приготовлена разом з тією начинкою, що мала кластися в голубці». 
У 2 томі Словника російської мови 1958 року зафіксовано таке значення слова лінивий — «Приготований більш швидким способом (про наїдки)» (рос. Приготовленный более быстрым способом (о кушаньях)), першим прикладом подані ліниві голубці.

## Рецепти
У книзі «Раціональне харчування в сім'ї» 1988 року подають такий рецепт:
Яловичину пропускають крізь м'ясорубку, рис варять до напівготовності у великій кількості води, свіжу білоголовкову капусту варять цілою, охолоджують і дрібно нарізають. Підготовлені продукти змішують, додають сирі яйця, сіль, перець, підсмажену до золотистого кольору цибулю і вимішують. З маси формують вироби у вигляді голубців, викладають на змащену жиром сковороду або невелике деко, оббризкують жиром і обсмажують у духовці. Обсмажені голубці заливають сметанним соусом з томатом і тушкують до готовності. Подають по 2 голубці на порцію, поливши соусом, в якому вони тушкувались.
У виданні «Кулінарія та організація виробництва дитячого харчування» 1988 року містить дещо детальніший рецепт, відрізняється зокрема тим, що капусту нарізають тонкою соломкою до приготування, а при подачі голубці поливають олією, посипають рубаною зеленню.
У книзі «Молодій хазяйці» 1990 року м'ясо рекомендують порізати на невеликі шматочки і обсмажити на олії разом з тертою морквою та томатом. А також викласти на підготовану частину капусти м'ясо, на нього моркву, на неї сирий рис, на рис — залишок капусти. Додати лавровий лист, перець, трохи бульйону, посолити. Тушити на повільному вогні й не перемішувати.
Майже ідентичний рецепт наводить видання «До столу запрошує літо» 1991 року.
Окремі джерела зараховують ліниві голубці до єврейської кухні, рецепт схожий на описаний в «Раціональному харчуванні..».

### Книги
- Ленивые голубцы // Овощи, полезные всем / сост. Л. В. Шабыкина. — Алма-Ата : Кайнар, 1984. — С. 135.
- Ліниві голубці // Матіос Марія. Кулінарні фіґлі. — Львів: ЛА «Піраміда», 2009. — С. 123-124.
- Ліниві голубці з яловичиною (Технологічна карта № 5.04) // Технологічні карти на страви та вироби. 2021. — С. 33.
- Ліниві голубці (lazy holubtsi; stuffed cabbage rolls) // Клопотенко Є. The Authentic Ukrainian Kitchen: Recipes from a Native Chef. 2024.

### Статті
- Чабаненко М. В. Розробка технології нових оздоровчих м’ясо-овочевих страв з використанням водоростей. — 2013. — С. 263-265.
- Орлова В. Смачно, ситно, апетитно: як приготувати ліниві голубці // УНІАН. — 2020.
- Мащенко С. Клопотенко поділився рецептом ледачих голубців: просто, швидко і фантастично смачно! // РБК-Україна. — 2021.
- Ліниві голубці. Рецепт приготування // Еспресо. — 2022.
- Пулатова К. Неймовірні ліниві голубці: як приготувати на плиті і в духовці // УНІАН. — 2022.
- Пірожков Є. Смачно та дешево: найпростіший рецепт лінивих голубців // Молодий Буковинець. — 2022.
- Білинець К. Ліниві голубці з м’ясом. Рецепт дня // Захід.нет. — 2024.
- Давид А. Ліниві голубці з нашого дитинства: той самий бабусин рецепт // Молодий Буковинець. — 2024.
- Лугова Ю. Голубець-молодець: рецепт ледачих голубців по-новому від Тетяни Литвинової // Факти. — 2024.
- Труш К. Як швидко та легко приготувати смачні ліниві голубці: рецептом поділилась фудблогерка // ТСН. — 2024.
- Макалюк Б. Простіше нікуди! Рецепт лінивих голубців у духовці, мультиварці, на сковороді й у каструлі // Вікна. — 2024.